# 高城郡 (鹿児島県)
- 令制国一覧 > 西海道 > 薩摩国 > 高城郡
- 日本 > 九州地方 > 鹿児島県 > 高城郡

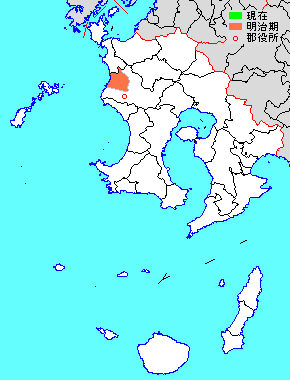
鹿児島県高城郡の位置

高城郡（たきぐん）は、鹿児島県（薩摩国）にあった郡である。

## 郡域
1879年（明治12年）に行政区画として発足した当時の郡域は、薩摩川内市の一部（川内川以北かつ大小路町、国分寺町、高城町、陽成町、湯田町以西および東大小路町・原田町・運動公園町・城上町の各一部）にあたる。

## 歴史

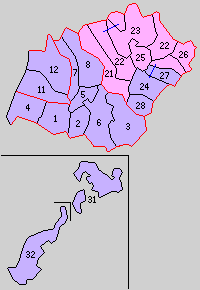
11.水引村 12.高城村（紫：薩摩川内市
1 - 8は薩摩郡 21 - 28は南伊佐郡 31・32は甑島郡）

### 近世以降の沿革
- 明治初年時点では全域が薩摩鹿児島藩領であった。「旧高旧領取調帳」に記載されている、同時点での村は以下の通り[注 1]。全域が現・薩摩川内市。（11村）
  - 高城郷 - 西方村、麓村、湯田村、麦之浦村、城上村
  - 水引郷 - 大小路村、宮内村、五代村、網津村、草道村、小倉村
- 明治4年7月14日（1871年8月29日） - 廃藩置県により鹿児島県の管轄となる。
- 明治12年（1879年）2月17日 - 郡区町村編制法の鹿児島県での施行により、行政区画としての高城郡が発足。「阿久根郡役所」が出水郡波留村に設置され、同郡とともに管轄。
- 明治14年（1881年）7月28日 - 薩摩郡・出水郡[注 2]・伊佐郡[注 3]・甑島郡とともに「隈之城郡役所」の管轄となる。
- 明治22年（1889年）4月1日 - 町村制の施行により、各郷に水引村、高城村が発足。（2村）
- 明治24年（1891年）8月8日 - 水引村が分割し、一部（大小路・宮内・五代）の区域に東水引村が、残部（小倉・草道・網津）の区域に西水引村がそれぞれ発足[1]。（3村）
- 明治30年（1897年）4月1日 - 郡制の施行のため、「隈之城郡役所」の管轄区域をもって、改めて薩摩郡が発足[2]。同日高城郡廃止。